# Cour d'appel (Norvège)
Pour les articles homonymes, voir Cour d'appel.
En Norvège, la Cour d’appel (en norvégien : lagmannsrett) est le deuxième niveau de la justice norvégienne. Elle examine les affaires pénales et civiles portées en appel devant les tribunaux. Il existe six cours d'appel, chacune couvrant une juridiction et basée dans une ville. Chaque cour est dirigée par un juge président (lagmann) et plusieurs juges d'appel (lagdommer). Les tribunaux sont administrés par l'administration norvégienne des tribunaux nationaux.

## Cours d'appels
- Cour d'appel d'Agder - basée à Skien - recouvre les comtés de Vest-Agder et d'Aust-Agder, le Telemark et le Vestfold – exception faite des  communes de Svelvik et Sande.
- Cour d'appel de Borgarting - basée à Oslo - recouvre les comtés de Buskerud, d'Østfold, Oslo et l'Île Bouvet, la majeure partie de l'Akershus et les communes de Svelvik et Sande dans le Vestfold.
- Cour d'appel de Eidsivating -située à Hamar - recouvre le Comté de Hedmark, le Comté d'Oppland et une partie nord d'Akershus (Romerike).
- Cour d'appel de Frostating - située à Trondheim - recouvre le Trøndelag et le Comté de Møre og Romsdal.
- Cour d'appel de Gulating - située à Bergen - recouvre le Comté de Sogn og Fjordane, le Hordaland et le Rogaland ainsi que la commune de Sirdal dans le Comté de Vest-Agder.
- Cour d'appel d'Hålogaland - située à Tromsø - recouvre le Comté de Troms og Finnmark (y compris le Svalbard) et le Comté de Nordland (avec Jan Mayen).